# Ergotelis
Der Ergotelis FC (griechisch ΠΑΕ Εργοτέλης, Internationaler Verein Ergotelis) ist ein griechischer Fußballverein aus Iraklio, der Hauptstadt Kretas.

## Allgemeines
Ergotelis war ein kretischer Olympionike der Antike. Der gleichnamige Verein wurde 1929 von Flüchtlingen aus Kleinasien gegründet. Ergotelis war für Jahre der führende Verein auf der Insel, ehe die Griechische Militärdiktatur 1967 und deren Sportminister die besten Spieler des Vereins zu OFI transferierten. Gründe dafür waren, dass die Mannschaft hauptsächlich aus Festlandgriechen bestand, welche nach Kreta flüchteten.
In den letzten Jahren ist Ergotelis eher als Fahrstuhlmannschaft zu bezeichnen. In den letzten fünf Jahren stieg der Verein zweimal auf, aber auch wieder ab. 2006 konnte zum ersten Mal wieder der Klassenerhalt erreicht werden. Die Mannschaft trägt ihre Heimspiele im Pankritio Stadio aus. Anfang 2016 zog der Verein nach finanziellen Schwierigkeiten die Mannschaft aus der zweiten Liga zurück und stieg in die Gamma Ethniki ab.

## Ehemalige Spieler
- Filippos Darlas
- Dimitris Daskalakis
- Mihalis Fragoulakis
- Lefteris Gialousis
- Nikos Karelis
- Nikos Katsikokeris
- Vasilis Koutsianikoulis
- Ilias Kyriakidis
- Manolis Saliakas
- Beto
- Silva Zunior
- Egutu Oliseh
- Mario Budimir
- Giorgi Schaschiaschwili
- Sergio Leal
- Sören Pirson
- Mario Hieblinger
- Tomasz Wisio
- Deividas Česnauskis